# ムアントラート郡
座標: 北緯12度13分54秒 東経102度30分48秒 / 北緯12.23167度 東経102.51333度
ムアントラート郡（ムアントラートぐん）はタイ中部・トラート県の郡（アムプー）である。同県の県庁所在地（ムアン）でもある。

## 歴史
1901年トラート県の郡（クウェーン）として始まった。1908年、政府はこの郡をアムプーに昇格しムアントラート郡とした。1921年、一時郡の名前は郡庁のあるタムボンの名前をとってバーンプラ郡という名前を付けるが、1938年に県庁所在地の郡に対する政府の政策によりムアントラート郡という名に戻された。

## 地理
トラート川の形成した平地にあり、郡の主な水源は同河川である。郡のカンボジアとの国境線沿いは山岳地帯になっている。
国道3号線（スクムウィット通り）が西北に延びておりチャンタブリー方面と、国道318号線が南東に延びておりクローンヤイ郡方面と、国道3148号線が南に延びておりレームゴープ方面とつながっている。

## 経済
郡内の主な作業は農業と漁業、畜産である。農業生産品はランブータン、ドリアン、マンゴスチン、ランサ、パイナップルのような果物やパラゴムノキ、アブラヤシの生産が行われている。また、漁業では、タイ、ブラックタイガーエビ、ムラサキヒメイガイの養殖などが行われている。畜産ではニワトリやブタなどが飼われている。

## 行政区分
郡は14のタムボンに分かれ、さらにその下位に97の村（ムーバーン）がある。自治体（テーサバーン）があり、以下のようになっている。
- テーサバーンムアン・トラート・・・タムボン・バーンプラの全体タムボン・ワンカチェの一部
- テーサバーンタムボン・タープリックヌーンサーイ・・・タムボン・タープリック全体とタムボン。ヌーンサーイの一部

また郡内には12のタムボン行政体がある。
- タムボン・バーンプラ・・・ตำบลบางพระ
- タムボン・ノーンサメット・・・ตำบลหนองเสม็ด
- タムボン・ノーンソーン・・・ตำบลหนองโสน
- タムボン・ノーンカンソーン・・・ตำบลหนองคันทรง
- タムボン・フワイナムカーオ・・・ตำบลห้วงน้ำขาว
- タムボン・アーオヤイ・・・ตำบลอ่าวใหญ่
- タムボン・ワンクラチェー・・・ตำบลวังกระแจะ
- タムボン・フワイレーン・・・ตำบลห้วยแร้ง
- タムボン・ヌーンサーイ・・・ตำบลเนินทราย
- タムボン・タープリック・・・ตำบลท่าพริก
- タムボン・タークム・・・ตำบลท่ากุ่ม
- タムボン・タカーン・・・ตำบลตะกาง
- タムボン・チャムラーク・・・ตำบลชำราก
- タムボン・レームクラット・・・ตำบลแหลมกลัด